# Faculdade de Educação Tecnológica do Estado do Rio de Janeiro
A Faculdade de Educação Tecnológica do Estado do Rio de Janeiro é uma instituição pública estadual de ensino superior, mantida pela Fundação de Apoio à Escola Técnica (FAETEC); vinculada á Secretaria Estadual de Ciência, Tecnologia e Inovação (SECTI).

## História
A integração do programa dos cursos de Ensino Superior da Faetec deu seu ponta pé inicial com a chegada do Instituto de Educação do Rio de Janeiro (IERJ), que foi transferido para a Rede, em 1997. No ano seguinte, o IERJ mudou para Instituto Superior de Educação do Estado do Rio de Janeiro (ISERJ), e com isso, conquistou a autorização para o funcionamento de seu primeiro curso de nível Superior, iniciando em 1999.
Mas foi no ano de 2001 que a FAETEC ampliou o mesmo curso para diversas unidades, nomeadas como Institutos Superiores de Educação (ISEs), e que foram implantadas nas áreas de: Bom Jesus do Itabapoana, Itaperuna, Santo Antônio de Pádua, Três Rios e Professor Aldo Muylaert (ISEPAM), em Campos dos Goytacazes. Estas foram criadas em atendimento à política de interiorização de formação de professores de Educação Superior, adotada pelo Governo do Estado do Rio de Janeiro.
Já entre 2000 e 2002, a Fundação de Apoio à Escola Técnica avançou mais uma vez com a inauguração dos Institutos Superiores de Tecnologia (ISTs)em Campos dos Goytacazes, Paracambi, Petrópolis e Rio (capital). As unidades foram implantadas a fim de formar profissionais em cursos Superiores Tecnológicos, nas áreas onde o mercado de trabalho apresentava carência em mão de obra, especialmente no interior do Rio de Janeiro. Em 2012, foi implantado o Instituto Superior Tecnológico de Duque de Caxias, no distrito de Imbariê.
A FAETEC juntamente com a Secretaria de Estado de Ciência, Tecnologia e Inovação passou a repensar no papel estratégico do Ensino Superior para o desenvolvimento econômico e social sustentável do Estado do Rio de Janeiro em instâncias locais e regionais. E assim foi estabelecida como base da necessidade de um moderno arranjo educacional que aponta para novas perspectivas, a instalação das Faculdades de Educação Tecnológica do Estado do Rio de Janeiro FAETERJ, garantindo ao cidadão fluminense uma combinação do ensino de Humanidades com Educação Profissional e Tecnológica.
A FAETERJ é uma das cinco instituições estaduais de educação superior mantidas pelo governo do estado do Rio de Janeiro, e a principal de graduação Tecnológica, assim como a FATEC, no estado de São Paulo.

### Ingresso
Tal como em outras universidades públicas brasileiras, o ingresso na Faculdade de Educação Tecnológica do Estado do Rio de Janeiro ocorre por meio de processo seletivo realizado semestralmente pelo Sistema de Seleção Unificada (SISU). Qualquer pessoa que tenha concluído o ensino médio pode candidatar-se a uma das vagas oferecidas, sendo favorável à utilização do Exame Nacional do Ensino Médio (ENEM) para seleção de candidatos ou por meio do Vestibular organizado pela FAETEC.

### Conquistas
O projeto de lei, criado pelo Deputado Comte Bittencourt aprovado em outubro de 2015 na Alerj e sancionado em dezembro de 2015 pelo governador, que define o papel das FAETERJs na oferta do Ensino Superior no Estado do Rio foi uma das maiores conquistas. Agora, o Plano Estadual de Educação passa a garantir que a FAETEC siga ofertando o ensino superior, com a missão de formar docentes, além de manter a modalidade tecnólogo em todo o Estado.
A partir de 2016, a FAETERJ, começou a gerir a verba desatinada, não sendo mais da competência da FAETEC, mas a mesma fica responsável pela parte burocrática das Faculdades.

### Graduação[2]
- Licenciatura em Pedagogia
- Tecnologia em Sistemas para internet
- Tecnologia em Processos Gerenciais
- Tecnologia em Gestão Ambiental
- Tecnologia em Sistemas de Informação
- Tecnologia em Análise e Desenvolvimento de Sistemas
- Tecnologia em Logística

### Pós-Graduação
- Informação e Comunicação Aplicadas á Educação
- Metrologia Aplicada a Área de Software
- Educação Museal
- Metodologias do Ensino de Ciências
- Docência do Ensino Superior
- Programa Especial de Formação Pedagógica

## Campi[2]
- Faculdade de Educação Tecnológica do Estado do Rio de Janeiro - Rio de Janeiro (Sede)
- Faculdade de Educação Tecnológica do Estado do Rio de Janeiro - Duque de Caxias
- Faculdade de Educação Tecnológica do Estado do Rio de Janeiro - Petrópolis
- Faculdade de Educação Tecnológica do Estado do Rio de Janeiro - Paracambi
- Faculdade de Educação Tecnológica do Estado do Rio de Janeiro - Três Rios
- Faculdade de Educação Tecnológica do Estado do Rio de Janeiro - Bom Jesus do Itabapoana
- Faculdade de Educação Tecnológica do Estado do Rio de Janeiro - Itaperuna
- Faculdade de Educação Tecnológica do Estado do Rio de Janeiro - Santo Antônio de Pádua
- Faculdade de Educação Tecnológica do Estado do Rio de Janeiro - Barra Mansa